# Phycocharax rasbora
Phycocharax rasbora ist eine Fischart aus der Salmlerfamilie Acestrorhamphidae. Sie ist bisher nur aus dem oberen Rio Braço Norte, einem Nebenfluss des Rio Teles Pires im brasilianischen Bundesstaat Mato Grosso bekannt und lebt dort vor allem in gestauten Abschnitten des Flusses. Die Art wurde erst 2017 erstbeschrieben. Ihr Art-Epitheton rabora erhielt sie wegen ihrer äußeren Ähnlichkeit mit dem südostasiatischen Keilfleckbärbling (Trigonostigma heteromorpha, früher Rabora heteromorpha).

## Merkmale
Phycocharax rasbora erreicht eine Standardlänge von etwa 3,5 Zentimeter. Der Rücken der Fische ist beige gefärbt. Der übrige Körper und der Kopf sind bei den Weibchen überwiegend silbrig bis gelblich gefärbt, bei den Männchen sind der Kopf und der vordere Teil des Körpers rötlich. Auffällig ist der große dunkle dreieckige Fleck auf dem hinteren Teil des Körpers. Weitere aber kleinere und weniger deutlich ausgeprägte dunkle Flecke befinden sich oberhalb der Brustflossen. Der obere Teil des Auges ist bei den Männchen rot und bei den Weibchen blassrot. Rücken-, After-, Schwanz- und Fettflosse sind blassgelb, wobei die Flossenmembranen bei den Männchen eine feine dunkle Punktierung zeigen. Die paarigen Flossen sind transparent. Der Rand der Afterflosse ist bei den Männchen annähernd gerade, bei den Weibchen eingebuchtet. Die Schwanzflosse ist gegabelt mit abgerundeten Spitzen.
- Flossenformel: Dorsale ii/8-9, Anale iv-v/16-18, Pectorale i/9-12, Ventrale i/7, Caudale 10-11/7-9.

## Lebensraum und Lebensweise
Phycocharax rasbora lebt Rio Braço Norte und wurde dort vor allem in aufgestauten Abschnitten des Flusses gefunden, wo die Fischart sehr häufig ist. Sie vermeidet strömendes Wasser. An der Terra typica hat Phycocharax rasbora einen Anteil von 77 % an allen Fischfängen. Beifische sind ein Breitlingssalmler (Cyphocharax cf. spilurus), die Engmaulsalmler Leporinus desmotes und Leporinus friderici, der Keulensalmler Hemiodus quadrimaculatus, die Echten Salmler Astyanax aff. bimaculatus, Bryconops sp., Jupiaba polylepis, Jupiaba paranatinga, Moenkhausia hasemani, Serrapinus aff. micropterus, der Raubsalmler Hoplerythrinus unitaeniatus, Buntbarsche aus den Gattungen Aequidens und Apistogramma, ein Messeraal, der Gymnotus diamantinensis ähnelt und ein Harnischwels der Gattung Hypostomus. Phycocharax rasbora ernährt sich von Algen und anderem pflanzlichen Materialien. Da die Weibchen sowohl in der Regenzeit als auch in der Trockenzeit voll entwickelte Gonaden besitzen, geht man davon aus das die Fortpflanzung von Phycocharax rasbora nicht von den Jahreszeiten abhängig ist.